# Distrito de Santo Toribio
El distrito de Santo Toribio es uno de los diez que integran la provincia peruana de Huaylas ubicada en el Departamento de Ancash, bajo la administración del Gobierno regional de Ancash. en el Perú. 

## Historia
El distrito fue creado mediante Ley del 19 de junio de 1990, en el primer gobierno del Presidente Alan García Pérez. Anteriormente pertenecía al distrito de Huaylas.
Según pobladores el nombre del distrito es este, ya que antiguos pobladores decían que Santo Toribio de Mogrovejo pasaba por aquel lugar por su trabajo cómo misionero junto a su perro que lo acompañaba, y este tuvo sed, entonces Santo Toribio cogió su bastón e hizo un pequeño agujero a los pies del cerro de donde brotó agua.

## Geografía
El distrito de Santo Toribio tiene una altitud de 2 860 m.s. n. además de una superficie de 82,02 km2, se encuentra ubicado en la Cordillera Negra del Callejón de Huaylas - provincia de Huaylas en el departamento de Áncash, cabe recalcar que tiene una vista paisajística privilegiada desde donde se observa el nevado Huandoy y la cordillera blanca, está integrado por los barrios detallados en la parte inferior, y otros más.

## Centros poblados y barrios
- Tambo (Centro Poblado)
- San Lorenzo (Centro Poblado)
- Unión Bellavista (Centro Poblado)
- Iscap (Centro Poblado)
- Iscap  (Barrio)
- Huayran (Barrio)
- Quecuas (Barrio)

## Festividades

### Cruz de Amancaes
Se celebra esta fiesta con una duración de 3 días. El 3 de mayo, es la bajada de la cruz por el camino empinado de este cerro "Amancaes", donde el cuerpo de este madero es transportado en hombros de sus mas fieles hombres y el brazo en hombros de fieles devotas. Incluso llegan bailarines de Shacsha como también bandas para celebrar, después la imagen del rostro sagrado va al encuentro de la cruz hasta llegar la capilla Pallpo donde los reciben los devotos. 

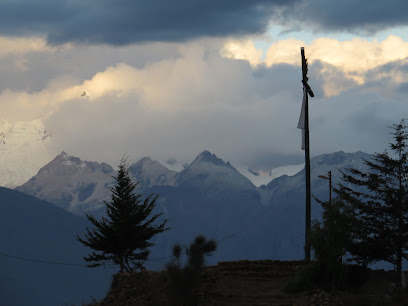
Cruz de Amancaes con vista hacia la cordillera blanca

### 8 de julio (Virgen María y Santa Isabel, patronas de las cosechas del distrito de huaylas)
La Virgen María y Santa Isabel (Patronas de la cosecha). Tiene celebración del 6 al 9 de julio como día principal el 8 de julio, donde los pobladores se visten de Pashas un personaje que lleva como vestimenta una capa multicolor y otra de Pana con bordados, portan un chicote de cuero y una máscara, ellos al momento de hablar cambian su voz a un tono agudo para que no los reconozcan, también desfilan los pobladores de cada barrio vistiendo trajes de Pallas, caballo danza bailando al compás de su respectiva banda.

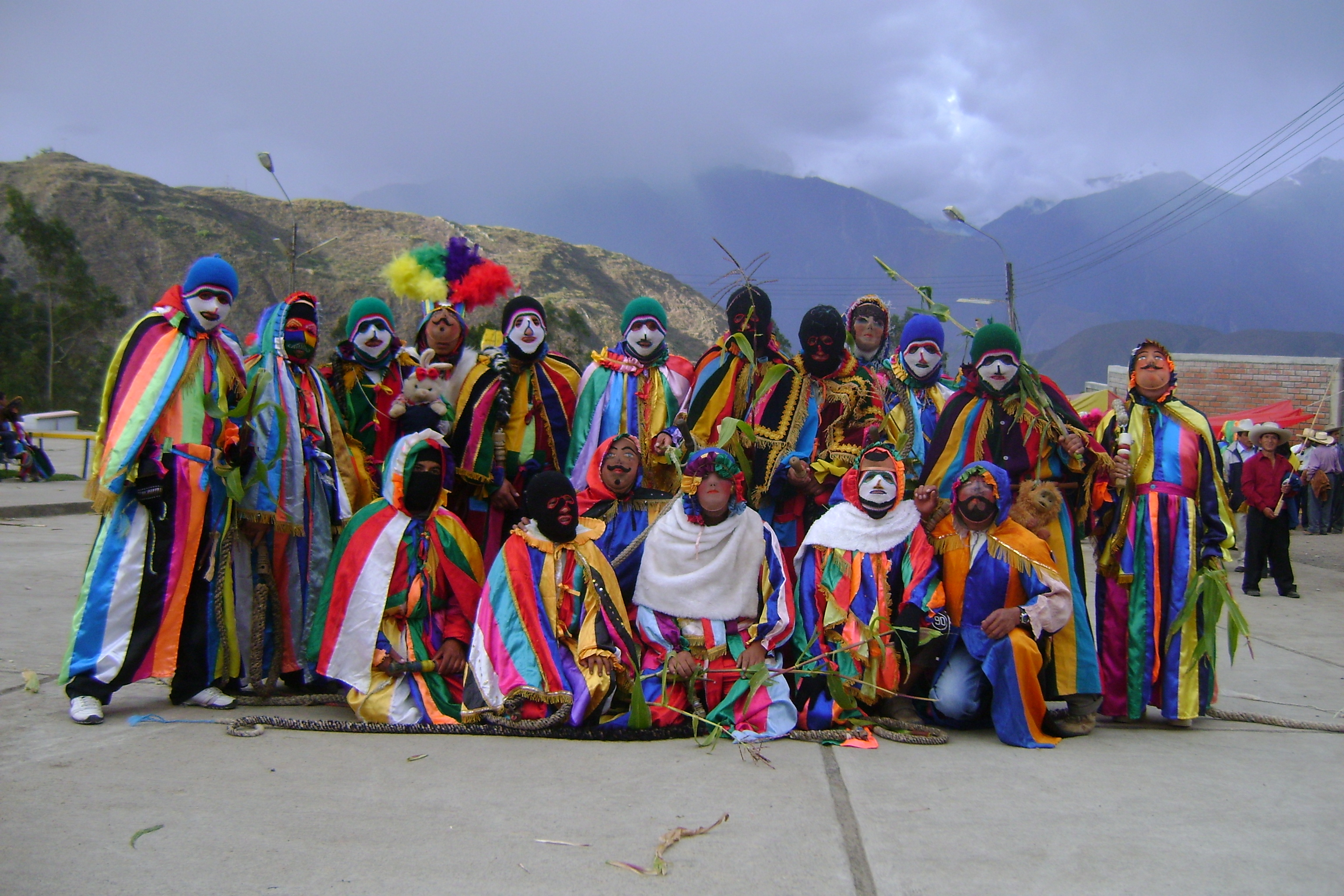
Pashas 8 de julio Santo Toribio

La corrida de toros en el mes de agosto obviamente sin lastimar al animal, es una fecha donde traen a los toros de la puna donde les ponen un tipo de bandera bordeada con una imagen de toro alrededor del cuello (enjalme), quien logra sacar es bandera se la lleva como premio.

## Sitios Arqueológicos
En el distrito encontramos diversos sitios turísticos cómo:
Huantar

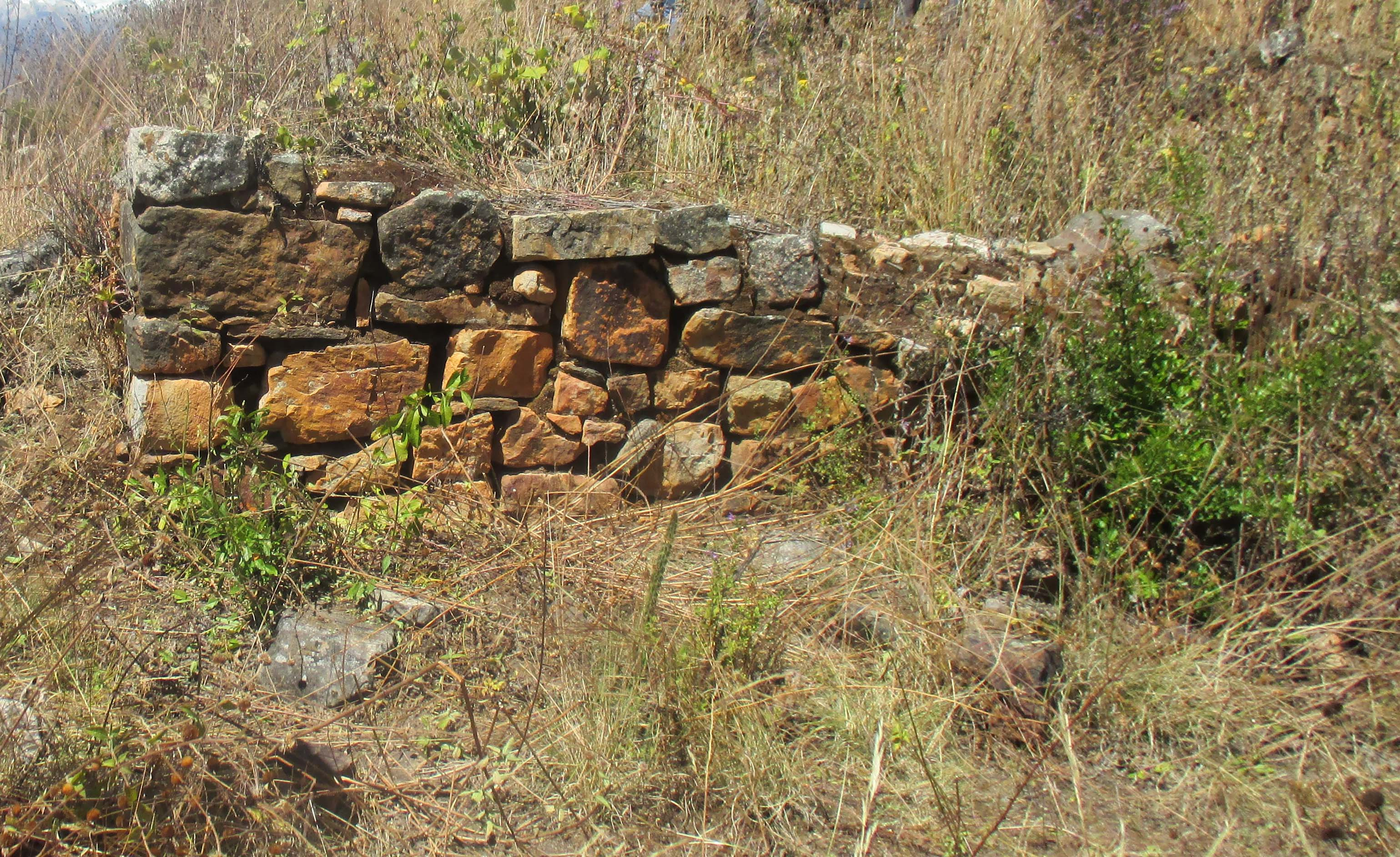
Ruinas de Huantar

Su nombre viene de la palabra huacrash casha que significa espina en forma de cuerno. Este importante resto arqueológico ubicado al lado norte del barrio de Huayrán, a unos dos kilómetros de la plaza de armas, conformado por dos morros adyacentes denominados “Atún Huántar” e “Ichic Huántar”. La construcción es de forma piramidal y en la base de los diferentes niveles, es notoria la existencia de galerías circulares con entradas y salidas como laberintos.
Hace unos cuarenta años se podía ver en el centro de la cima de Atún Huántar un monolito asemejando un reloj solar o sería una piedra ceremonial. El tiempo y los depredadores lo han desaparecido, solo queda enterrado un castillo.
En Ichic Huántar también existen laberintos interiores y partimientos que parecen ambientes rituales.
Por la parte baja de Atún Huántar hacia el este, en toda la zona, se observan muchas paredes de piedra con pórticos de diversas formas y tamaños formando calles de viviendas las cuales albergaron a una población considerable. En la zona se han encontrado batanes, morteros y otros artículos.

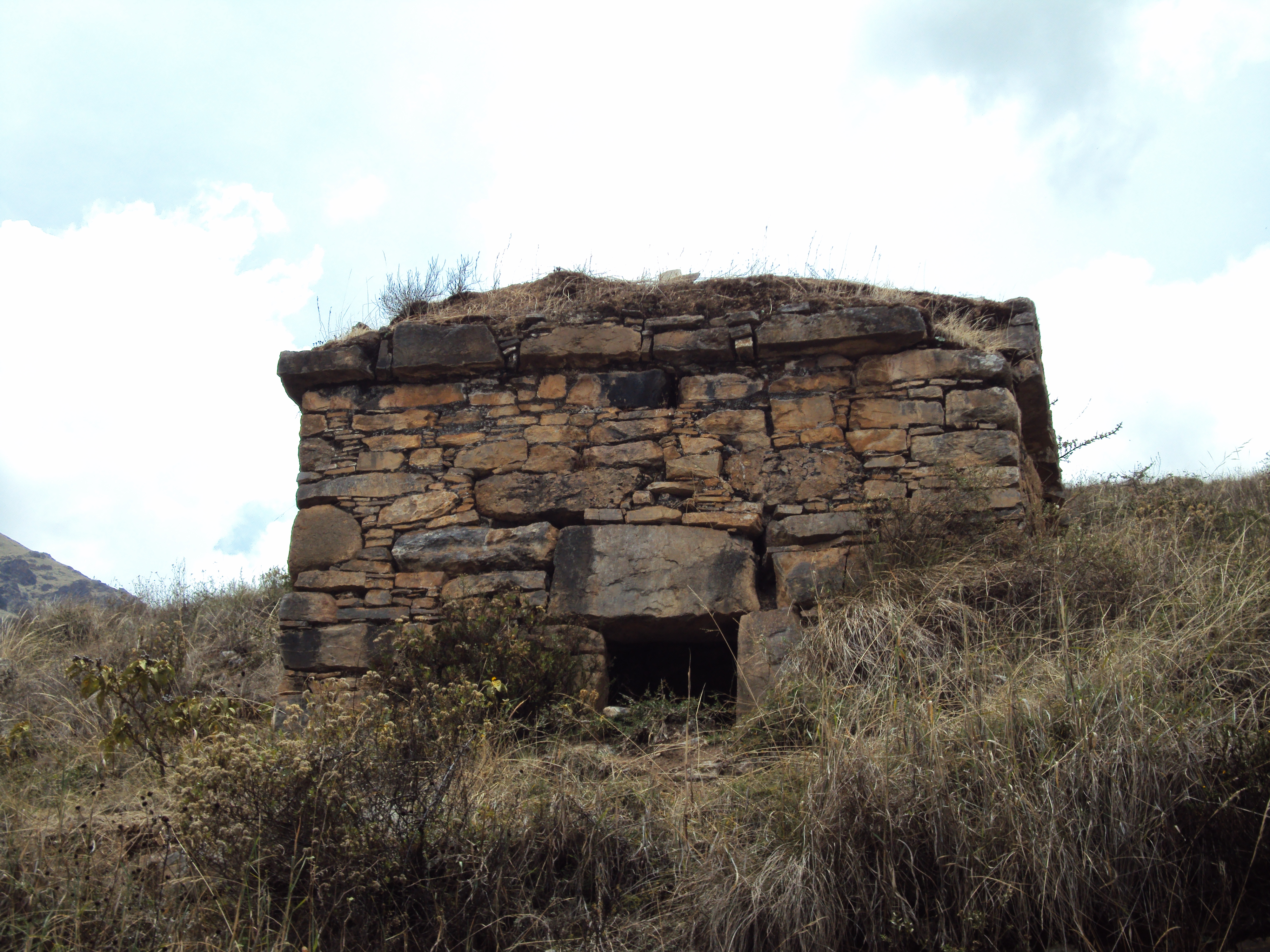
Cashacoto
Su nombre viene de los vocablos quechuas casa (espina) y contu (cerro), su traducción es cerro de espinas; probablemente por la abundancia de este tipo de vegetación en el lugar.
Ubicado en la zona este de barrio de Quecuas en un área aproximada de dos hectáreas, se levanta un gran morro con plataformas concéntricas (quince), en cuya cúspide se ubica un centro ceremonial muy importante y rodeada de casa. Detrás del morro a unos trecientos metros al occidente, se encuentra una chullpa de piedra en perfecto estado el cual es llamado “Chuntayoc” cuyas paredes se encuentran construidas con piedras grandes y pequeñas de formas definidas, su techo de tiene cuatro aguas terminado en punta con una puerta que mira la oriente. Existe una estructura pétrea conocida con el nombre “Iglesia Punku” ´por tener la forma de la puerta de una iglesia.
|miniaturadeimagen|Cashacoto]]
Antes de la chullpa, en la parte baja se encuentra suelta una gran piedra labrada de forma rectangular que asemeja un dintel o viga, así como otras más pequeñas.
Desde este sector se tiene una vista panorámica del Valle de Santo Toribio, Huántar, Parianpunta, parte del territorio de Huaylas y la Cordillera Blanca en todo su esplendor.
Parián

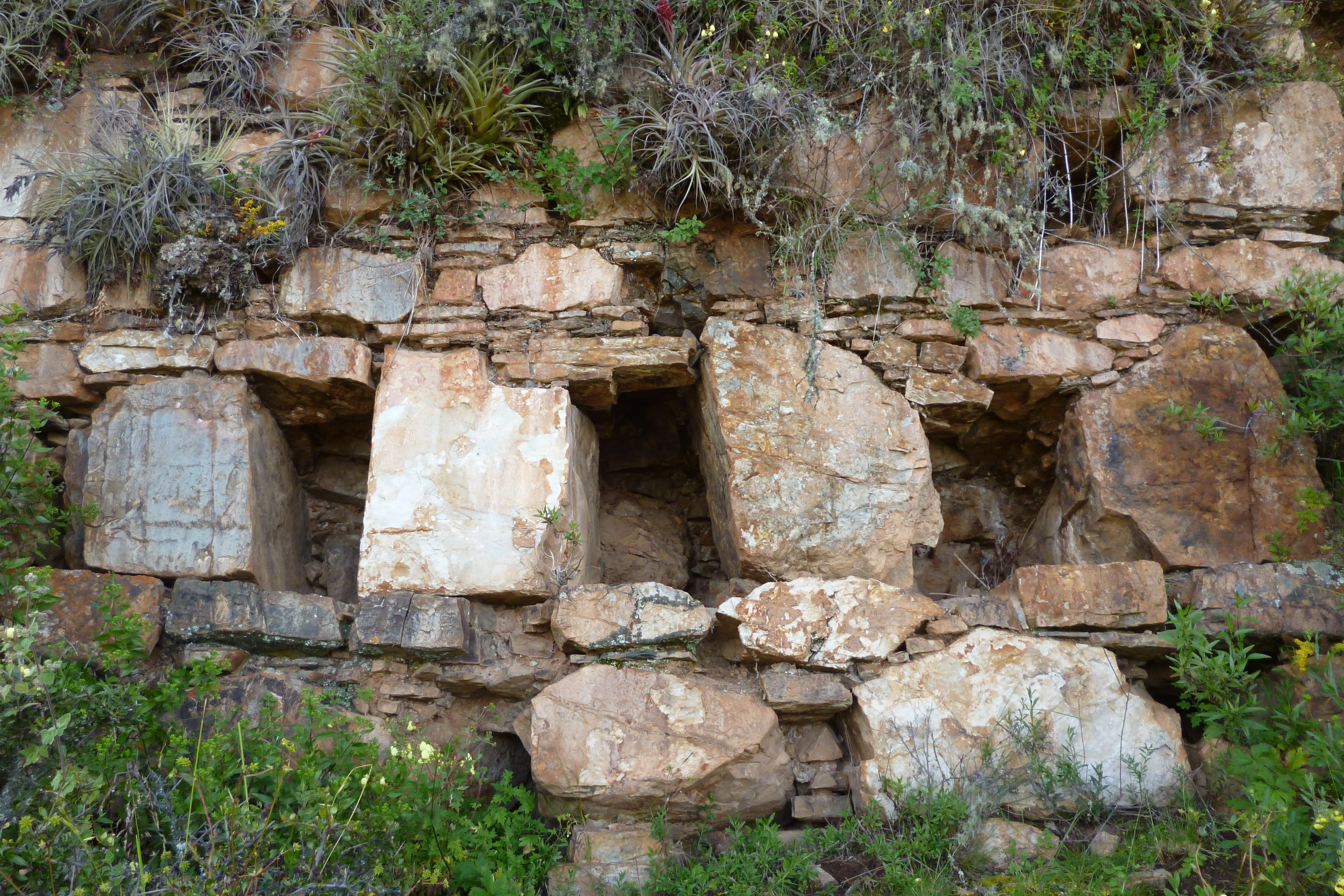

Es otro importante resto arqueológico ubicado al noreste del Centro Poblado de Iscap, separado de okitaya por un camino real.
Aquí existen construcciones pétreas circulares, rectangulares y poligonales; alrededor hay compartimientos más pequeños que se comunican con el principal. Podrían haber sido viviendas particulares con zonas comunes o grandes patios. En el centro existen paredes circulares de gran tamaño formando plataformas concéntricas que termina en una especie de plazuela superior para los rituales. Debajo de estas estructuras existen pasadizos interiores formando un laberinto.
Es notorio el torreón militar, también se aprecia un ducto de sesenta centímetros, de formas curvilíneas con escalinatas que se pierden en la profundidad. Además, hay varias chullpas. Se observa que las paredes están construidas con piedras grandes y pequeñas, muy bien acomodadas, que por dentro se notan lisas y por fuera, en algunas partes, hay especies de adornos que le dan una característica peculiar.  Así mismo las momias que se encuentran en el Museo “Amauta” de la Municipalidad Distrital de Santo Toribio, fueron encontradas en estas ruinas

## Sitios Turísticos

### Laguna Capado
Ubicada a 4400 msnm, por encima el nivel de la laguna Coñocranra, se la encuentra al borde de la carretera de mantenimiento de la red hidroeléctrica, tiene unos 100 x 300 m. 

Laguna Santo Toribio mediano

## Autoridades

### Municipales
- 2015-2018[1]
  - Alcalde: ING. Yuri Walter Loarte Artega del partido del Manpe.